# 지수면
지수면(智水面)은 대한민국 경상남도 진주시의 면이다. 넓이는 30.92km2이고, 인구는 2006년 기준으로 2,094명이다. 남해고속도로 지수 나들목이 있다.

## 연혁
- 조선시대 전기 : 진주목 동면 용봉리,청원리,승어산리라 하였다.
- 임진왜란 이후 : 청원, 승어산리는 용봉리에 합해져 이래로 용봉리라 하였다.
- 1864년 (조선 고종 1년) : 용봉면이라 함
- 1894년 (조선 고종 31년) : 갑오경장 이후로 하봉면, 상봉면(일부)이라 불림
- 1906년 (광무 10년) 9월 24일 : 칙령 제49호에 의하여 함안군으로 이속되었다.
- 1914년 3월 1일 : 부군면 통폐합으로 함안군 하봉면, 상봉면 일부 등을 통폐합하여 지수면이라 하였다. 그리고 하봉면 청담리, 승산리 각 일부로서 청담리라 하고 하봉면 동지리, 용봉리, 압현리 각 일부로서 용봉리라 하고 하봉면 압현리, 구사리 각 일부로서 압사리라 하고 하봉면 승산리, 임내리 각 일부로서 승내리라 하고 하봉면 청원리로서 청원리라 하고 상봉면 필동리, 뇌동리, 하봉면 구사리 일부로서 금곡리라 하여 6리로 개편되었다.
- 1995년 11월 1일 : 진주시조례 제149조에 의하여 승내리가 승산리로 개칭되었다.

## 행정 구역
- 청원리(淸源里)
- 청담리(淸潭里)
- 용봉리(龍奉里)
- 금곡리(金谷里)
- 압사리(鴨寺里)
- 승산리(勝山里)